# 1992 في الفلبين
فيما يلي قوائم الأحداث التي وقعت خلال عام 1992 في الفلبين.

## سياسة

### تعيين في المنصب
- 1 يناير – نبتالي غونزاليس رئيس مجلس الشيوخ في الفلبين [الإنجليزية]‏.
- 30 يونيو – ارتورو تولنتينو عضو مجلس الشيوخ الفلبيني ‏.
- 30 يونيو – جوزيف استرادا نائب رئيس الفلبين [الإنجليزية]‏.
- 30 يونيو – غلوريا ماكاباغال أرويو عضو مجلس الشيوخ الفلبيني ‏.
- 30 يونيو – فرانسيسكو تاتاد عضو مجلس الشيوخ الفلبيني ‏.
- 30 يونيو – فيديل فالديس راموس رئيس الفلبين.

### انتهاء فترة المنصب
- 1 يناير – جوفيتو سالونغا رئيس مجلس الشيوخ في الفلبين [الإنجليزية]‏.
- 30 يونيو – جوزيف استرادا عضو مجلس الشيوخ الفلبيني ‏.
- 30 يونيو – خوان بونس إنريل عضو مجلس الشيوخ الفلبيني ‏.
- 30 يونيو – سلفادور لوريل نائب رئيس الفلبين [الإنجليزية]‏.
- 30 يونيو – كورازون أكينو رئيس الفلبين.
- 30 يونيو – نبتالي غونزاليس رئيس مجلس الشيوخ في الفلبين [الإنجليزية]‏.

## أحداث
- قُتل 41 شخصاً على الأقل وأصيب 24 آخرون عندما نصب مقاتلو الجيش الشعبي الجديد كميناً لسرية كبيرة من قوات الجيش في ماريهاتاغ، سوريغاو ديل سور.[1]
- تم العثور على خمسة طلاب من جامعة البوليتكنيك في الفلبين طافين في نهر باسيج بعد مشاجرة أثناء مباراة كرة سلة شارك فيها أعضاء من إغليشا ني كريستو.[2]

## مواليد

### يناير
- 2 يناير – ألدن ريتشاردز
- 20 يناير – تروي روزاريو لاعب كرة سلة فلبيني.

### فبراير
- 4 فبراير – فرانسيس كيسي ألكانتارا لاعب كرة مضرب فلبيني.
- 7 فبراير – كايلي فيرزوسا

### مارس
- 16 مارس – تيرينس روميو لاعب كرة سلة فلبيني.
- 28 مارس – لوتشو أيالا ممثل فلبيني.

### أبريل
- 14 أبريل – ناتالي هارت ممثلة فلبينية.

### مايو
- 10 مايو – شارمين كلاريس مغنية فلبينية.

### يونيو
- 16 يونيو – روجر بوجوي
- 18 يونيو – جيك دي ليون

### يوليو
- 9 يوليو – جيك فارغاس ممثل فلبيني.
- 17 يوليو – جيسون باجارا ملاكم فلبيني.
- 27 يوليو – مارك كروز لاعب كرة سلة فلبيني.

### أغسطس
- 26 أغسطس – كورين ريفيرا متسابقة دراجات أمريكية.

### ديسمبر
- 6 ديسمبر – كريس خافيير
- 24 ديسمبر – إنريكي جيل

### فبراير
- 18 فبراير – جيمس إتش بولك (مواليد 1911)

### يوليو
- 30 يوليو – بريندا مارشال (مواليد 1915)